# 햄릿 (1964년 영화)
햄릿(Hamlet, Gamlet)은 소련에서 제작된 그리고리 코진세브 감독의 1964년 영화이다.

## 출연
- 아나스타시야 베르틴스카야
- Yuri Tolubeyev

## 제작진
- 원작자: 윌리엄 셰익스피어
- 미술: Yevgeni Yenej
- 의상: Solomon Virsaladze